# 鳩とクラウジウスの原理
『鳩とクラウジウスの原理』（はととクラウジウスのげんり）は、松尾佑一の小説。著者のデビュー作。

## 概要
2009年、本作にて第1回野性時代フロンティア文学賞大賞を受賞。2010年4月に角川書店より単行本として刊行された。単行本のデザインは角川書店装丁室の鈴木久美。

## あらすじ
広告代理店勤務の磯野は、ひょんな事から学生時代の友人達と同棲を始める。そんな折に声を掛けられたアフロ頭の紳士に誘われ「鳩航空事業団」で勤める事になるのだが、そこは伝書鳩が商業化された所であり、恋文の配達サービスも行っていた……。

## 書籍情報
- 単行本：角川書店　2010年刊行（ISBN 978-4-04-874048-7）